# Průmysl

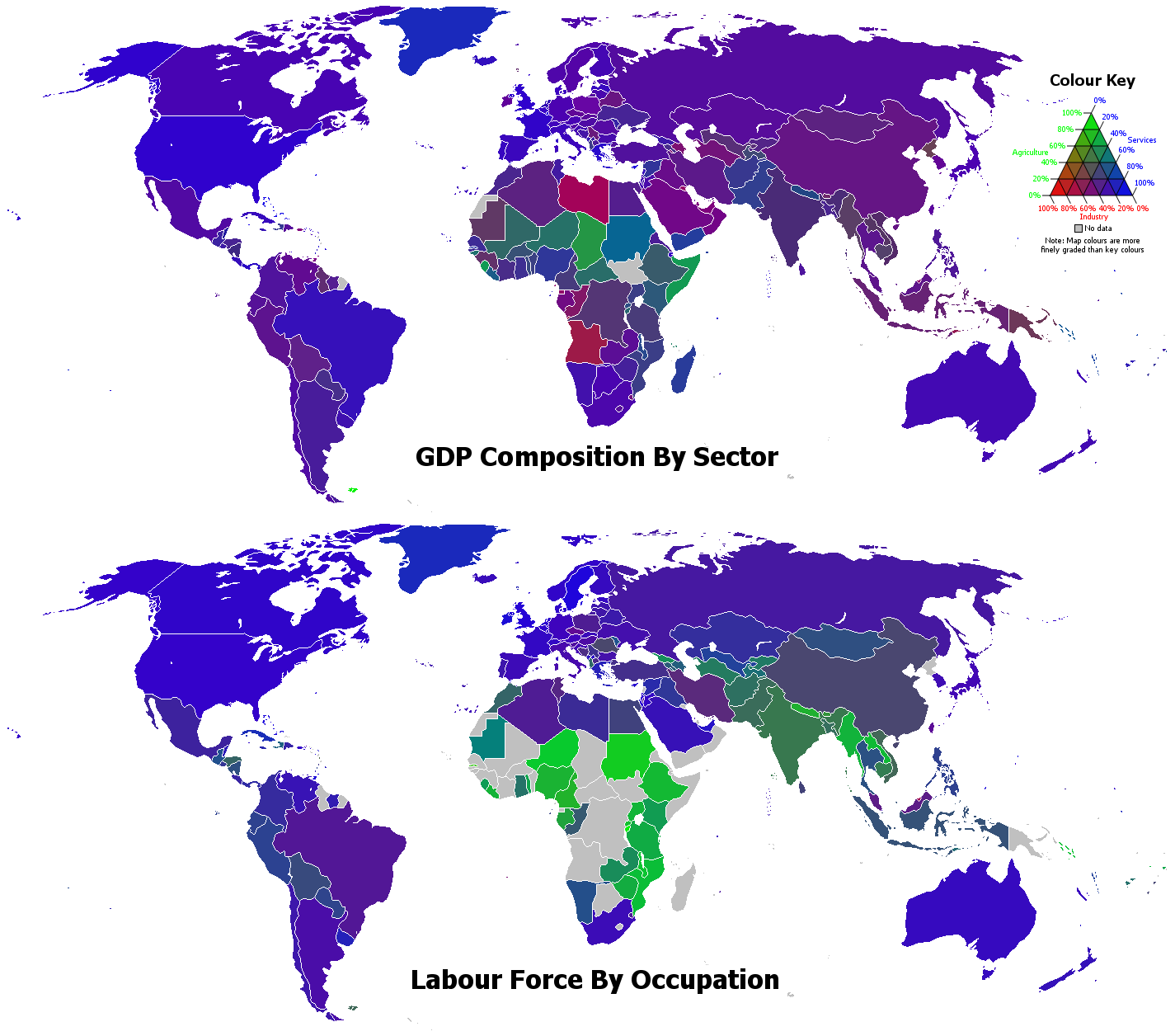
Složení HDP podle odvětví a pracovních sil podle povolání. Zelená, červená a modrá barva země představují procenta v zemědělství, průmyslu a službách

Průmysl (přejatým slovem někdy industrie) je označení pro
- proces tovární výroby za použití strojů
- sektor ekonomiky zajišťující určitý druh výrobků nebo služeb [1][2]

## Původ výrazu průmysl
Výraz industrie pochází z latiny (industria), začátek použití se datuje do pozdního 15. století. České slovo průmysl se začalo používat v 19. století, výraz je pravděpodobně odvozený z ruského прoмыceл.

## Dělení průmyslu
V Evropě, USA a v Kanadě se údajně uznává rozdělení průmyslu na 4 typy:
- primární (zemědělství, lesnictví, rybolov, těžba nerostů apod.)
- sekundární (rafinace ropy, hutnictví, výroba cementu, jatky, výroba el. proudu, výroba spotřebních předmětů, stavebnictví apod.)
- terciární (komerční a veřejné služby všeho druhu, policie, veřejná správa, armáda apod.)
- kvartérní (informační systémy, informační technologie, školy)[5]

Všeobecné uznání této téze v praxi není známé. Např. výraz healthcare industry (průmyslově organizované zdravotnictví) existuje dosud jen v angličtině, pro Český statistický úřad není součástí průmyslu např. sektor stavebnictví a služeb.

### Jiné dělení
- těžký průmysl - vyrábí převážně výrobní prostředky
  - strojírenství a obrábění kovů
  - elektrotechnický průmysl - výroba elektrických zařízení, přístrojů, kabelů
  - hutnictví železa a neželezných kovů
  - těžební průmysl - těžba paliv a rud
  - elektroenergetika - výroba elektrické energie a technologického tepla
  - chemický průmysl a petrochemie - rafinerie ropy, výroba plastů
  - průmysl stavebních hmot[8]
- lehký průmysl - vyrábí převážně spotřební předměty - také někdy nazývaný spotřební průmysl
  - potravinářský průmysl
  - textilní průmysl
  - obuvnický průmysl
  - kožedělný průmysl
  - nábytkářský průmysl
  - papírenský a polygrafický průmysl
  - sklářský a porcelánový průmysl
  - farmaceutický průmysl - výroba léčiv a zdravotnického materiálu[9]
  - … apod.

## Statistika
Průmysl je velmi rozsáhlým odvětvím národního hospodářství. Mimo strojírenství a zpracovatelského průmyslu zahrnuje rovněž těžbu nerostných surovin nebo výrobu a rozvod elektřiny, plynu a vody. Statistika průmyslu je v Česku definována Klasifikací produkce CZ-CPA a zejména Seznamem výrobků CZ-PRODCOM, který přesně stanoví, který výrobek či služba se zahrnuje do průmyslu. Průmyslovými podniky rozumíme ty podniky, ve kterých se největší podíl přidané hodnoty vytváří při výrobě průmyslových výrobků a při poskytování průmyslových služeb. Z hlediska metodiky statistických zjišťování i z hlediska zveřejňovaných statistických informací lze tedy statistiku průmyslu členit na tři základní oblasti:
- Statistika produkce

Produkce všech průmyslových výrobků a průmyslových služeb je měřena podle jejich charakteru v různých měrných (fyzických) jednotkách (např. tunách, kilogramech, litrech, kusech, metrech, apod.) a v Kč. Použití té které fyzické jednotky je normalizováno ve všech průmyslových statistikách zemí EU. Mezi hlavní sledované ukazatele statistiky produkce patří i údaje o tržbách za prodej vlastních výrobků a služeb průmyslové povahy.
- Statistika průmyslových podniků

Vykazující podniky, resp. podnikatelské subjekty jsou vybírány z Registru ekonomických subjektů, a to na základě jejich hlavní (převažující) ekonomické činnosti i na základě dalších vlastností jako je např. velikost subjektu podle počtu zaměstnanců. Mezi hlavní ukazatele této statistiky patří sledování průmyslových zakázek, průměrný evidenční počet zaměstnanců či zaměstnaných osob v průmyslu průměrné mzdy v průmyslu nebo produktivita práce.
- Index průmyslové produkce

Kombinací propočtů objemových ukazatelů o produkci průmyslových výrobků a služeb a o vytvořené přidané hodnotě při této produkci měřené na úrovni podniků se měsíčně počítají indexy průmyslové produkce (IPP), které představují základní (konjunkturální) ukazatele průmyslové produkce. Jde o základní ukazatel, který statistika měsíčně zveřejňuje a díky kterému lze objektivně hodnotit vývoj průmyslové produkce. Mimo celkového IPP jsou publikovány indexy v podrobnější úrovni (těžba a dobývání, jednotlivá odvětví zpracovatelského průmyslu a energetiky).[zdroj?]
| Pořadí | Stát                   | Miliardy US $ | US $ / obyv. |
| ------ | ---------------------- | ------------- | ------------ |
|        | Celosvětově            | 13,809,122    | 1790         |
| 1      | Čína                   | 3,896,345     | 2780         |
| 2      | Spojené státy americké | 2,317,176     | 7060         |
| 3      | Japonsko               | 1,027,967     | 8030         |
| 4      | Německo                | 747,731       | 9350         |
| 5      | Jižní Korea            | 416,903       | 8020         |
| 6      | Indie                  | 394,531       | 308          |
| 8      | Francie                | 266,634       | 3930         |
| 9      | Spojené království     | 243,114       | 3680         |
| 10     | Rusko                  | 222,544       | 1530         |
| 16     | Turecko                | 143,017       | 1720         |
| 18     | Švýcarsko              | 131,718       | 15350        |
| 20     | Polsko                 | 100,011       | 2600         |
| 21     | Nizozemsko             | 99,648        | 5750         |
| 33     | Česko                  | 55,270        | 5230         |

## Vysvětlivky
V Česku je průmysl (sekundární sektor) jedním z nejvýznamnějších odvětví národního hospodářství  a vytváří velkou část národního důchodu. V ostatních evropských zemích je to méně, neboť tam hrají již větší podíl služby (terciární sektor). Naopak v rozvojových zemích je primární prvovýroba (primární sektor), tj. zemědělství, lesnictví a těžba. Řešením a řízením materiálových, finančních a informačních toků v jednotlivých sektorech se zabývá průmyslová logistika (pořizovací, nákupní, výrobní, distribuční - "prodej-odbyt").